# Colletidae
Colletidae Lepeletier, 1841 è una famiglia di insetti imenotteri apoidei.

## Descrizione

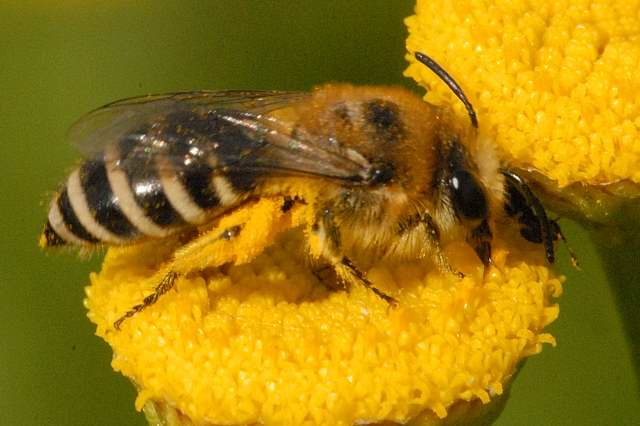
Colletes daviesanus
(Colletinae)

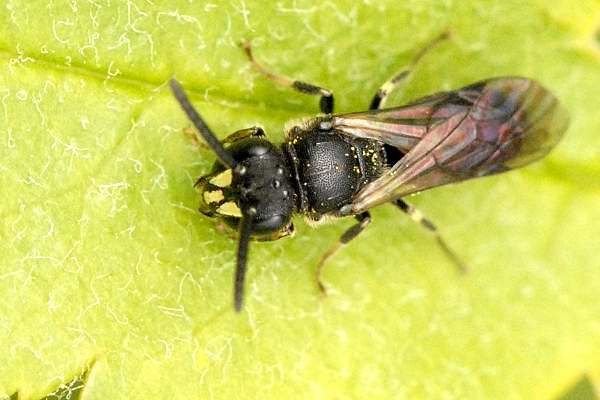
Hylaeus communis
(Hylaeinae)

Sono apoidei di dimensioni medio-piccole (lunghezza 5–15 mm), spesso con livrea scura o in talune specie nera.

Una delle principali sinapomorfie della famiglia è una glossa corta, più larga che lunga, bilobata o troncata, che si espande all'apice in una struttura simile a un pennello.
Alcune specie (Colletinae) presentano una fitta peluria che ricopre il corpo, di colore dorato chiaro o bianco, altre (Hylaeinae) sono glabre, uniformemente nere, con evidenti marcature bianche o gialle sulla faccia.
Le specie delle sottofamiglie Euryglossinae e Hylaeinae sono prive delle strutture specializzate per la raccolta del polline presenti nella maggior parte delle api.

### Nervatura alare

Nervatura alare di Colletes sp.

La nervatura alare dei Colletidi si caratterizza per:
- il lobo jugale (lj) delle ali posteriori più lungo della cella submediana.
- la vena basale (B) retta o quasi.
- la seconda e la terza cellula submarginale (sm) grosso modo delle stesse dimensioni.

Un carattere distintivo del genere Colletes è la seconda vena ricorrente (Rc2) con decorso sigmoide.

## Distribuzione e habitat
La famiglia Colletidae ha una distribuzione cosmopolita, con la maggiore concentrazione di biodiversità in Sud America e Australia: oltre la metà delle specie di api australiane appartiene a questa famiglia. In Europa sono presenti solo i generi Colletes e Hylaeus.

## Biologia

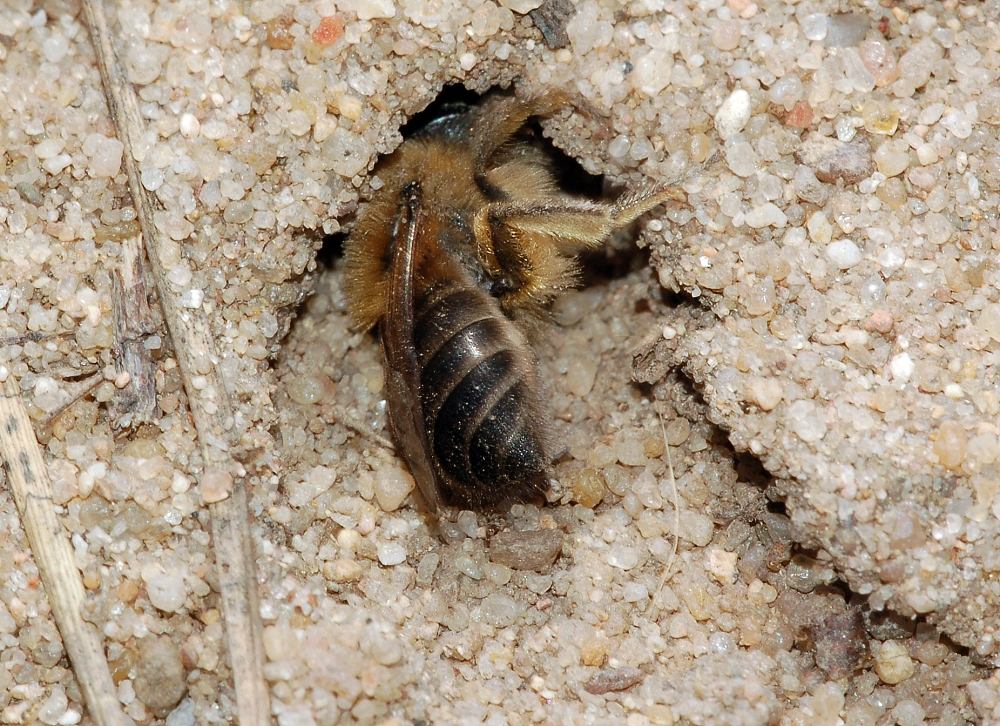
Colletes sp. che scava il nido nella sabbia.

Sono una delle quattro famiglie di apoidei (le altre sono Andrenidae, Halictidae e Apidae) in cui sono presenti specie con abitudini crepuscolari, attive cioè dopo il calare del sole; tali specie hanno ocelli particolarmente sviluppati.
Sono api solitarie che scavano il loro nido nella sabbia, o in fusti vuoti di piante, o in gallerie scavate da insetti nel legno, o nei nidi abbandonati di altre api e vespe. Le singole celle vengono impermeabilizzate grazie all'applicazione di una secrezione che, seccando, assume una consistenza membranosa. 
Spesso mostrano comportamenti comunitari, con più femmine che costruiscono i nidi l'uno vicino all'altro, occupandosi però ciascuna della propria prole.
La maggior parte dei generi di questa famiglia depone le uova all'interno di masse polliniche liquide o semiliquide; alcuni colletidi privi di apparati di raccolta ingoiano il polline per poi rigurgitarlo all'interno del nido.

## Ecologia
Gli insetti del genere Colletes sono frequentemente chiamati in causa quali insetti impollinatori di orchidee del genere Ophrys. Tale relazione è legata ad una somiglianza chimica tra le secrezioni cefaliche di questi insetti e alcune sostanze volatili prodotte dalle specie del genere Ophrys.

## Tassonomia
Tradizionalmente, basandosi principalmente sulla somiglianza del loro apparato buccale con quello dei Crabronidae, si è ritenuto che i Colletidi fossero una delle famiglie più "primitive" di api, ma recenti studi molecolari hanno smentito questa ipotesi, riconoscendo i Melittidae come il gruppo basale di tutte le api.
La famiglia Colletidae comprende 6 sottofamiglie, 54 generi e circa 2250 specie:
| - Sottofamiglia Colletinae - Brachyglossula Hedicke, 1922 - Callomelitta Smith, 1853 - Chrysocolletes Michener, 1965 - Colletes Latreille, 1802 - Eulonchopria Brèthes, 1909 - Glossurocolletes Michener, 1965 - Hesperocolletes Michener, 1965 - Leioproctus Smith, 1853 - Lonchopria Vachal, 1905 - Lonchorhyncha Michener, 1989 - Mourecotelles Toro & Cabezas, 1977 - Neopasiphae Perkins, 1912 - Niltonia Moure, 1964 - Paracolletes Smith, 1853 - Phenacolletes Cockerell, 1905 - Trichocolletes Cockerell, 1912 - Sottofamiglia Diphaglossinae - Tribù Caupolicanini Michener, 1944 - Caupolicana Spinola, 1851 - Crawfordapis Moure, 1964 - Ptiloglossa Smith, 1853 - Tribù Diphaglossini Vachal, 1909 - Cadeguala Reed, 1892 - Cadegualina Michener, 1986 - Diphaglossa Spinola, 1851 - Tribù Dissoglottini Moure, 1945 - Mydrosoma Smith, 1879 - Mydrosomella Michener, 1986 - Ptiloglossidia Moure, 1953 | - Sottofamiglia Euryglossinae - Brachyhesma (Michener, 1965) - Callohesma (Michener, 1965) - Dasyhesma (Michener, 1965) - Euhesma (Michener, 1965) - Euryglossa (Smith, 1853) - Euryglossina (Cockerell, 1910) - Euryglossula (Michener, 1965) - Heterohesma (Michener, 1965) - Hyphesma (Michener, 1965) - Melittosmithia (Schulz, 1906) - Pachyprosopis (Perkins, 1908) - Sericogaster (Westwood, 1835) - Stenohesma (Michener, 1965) - Tumidihesma (Exley, 1996) - Xanthesma (Michener, 1965) - Sottofamiglia Hylaeinae - Amphylaeus Michener, 1965 - Calloprosopis Snelling - Hemirhiza Michener, 1965 - Hylaeus Fabricius, 1793 - Hyleoides Smith, 1853 - Meroglossa Smith, 1853 - Palaeorhiza Perkins, 1908 - Pharohylaeus Michener - Xenorhiza Michener, 1965 - Sottofamiglia Scraptrinae - Scrapter Lepeletier & Serville (32 spp.) | - Sottofamiglia Xeromelissinae - Tribù Chilicolini - Chilicola Spinola, 1851 - Xenochilicola Toro & Moldenke, 1979 - Tribù Xeromelissini - Chilimelissa Toro & Moldenke, 1979 - Xeromelissa Cockerell, 1926 |

I generi Ctenocolletes e Stenotritus, in passato considerati come una sottofamiglia (Stenotritinae) della famiglia Colletidae, attualmente sono collocati in una famiglia a sé stante (Stenotritidae).

### Alcune specie

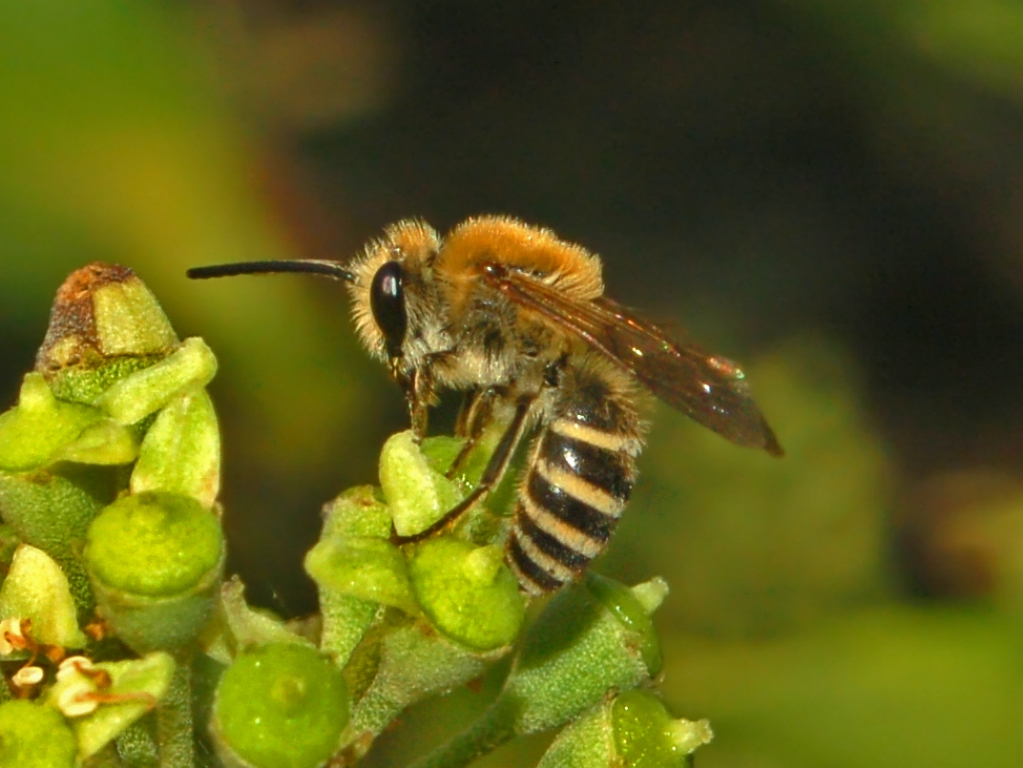
Colletes hederae Colletinae
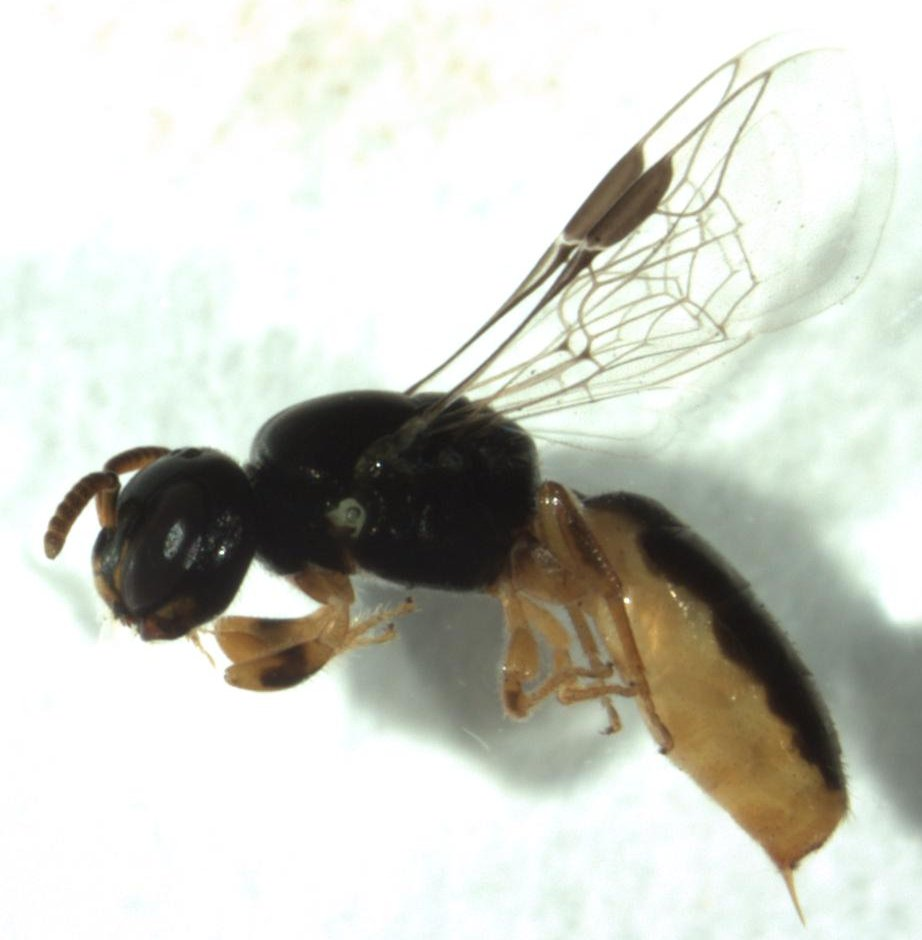
Euryglossina hypochroma Euryglossinae
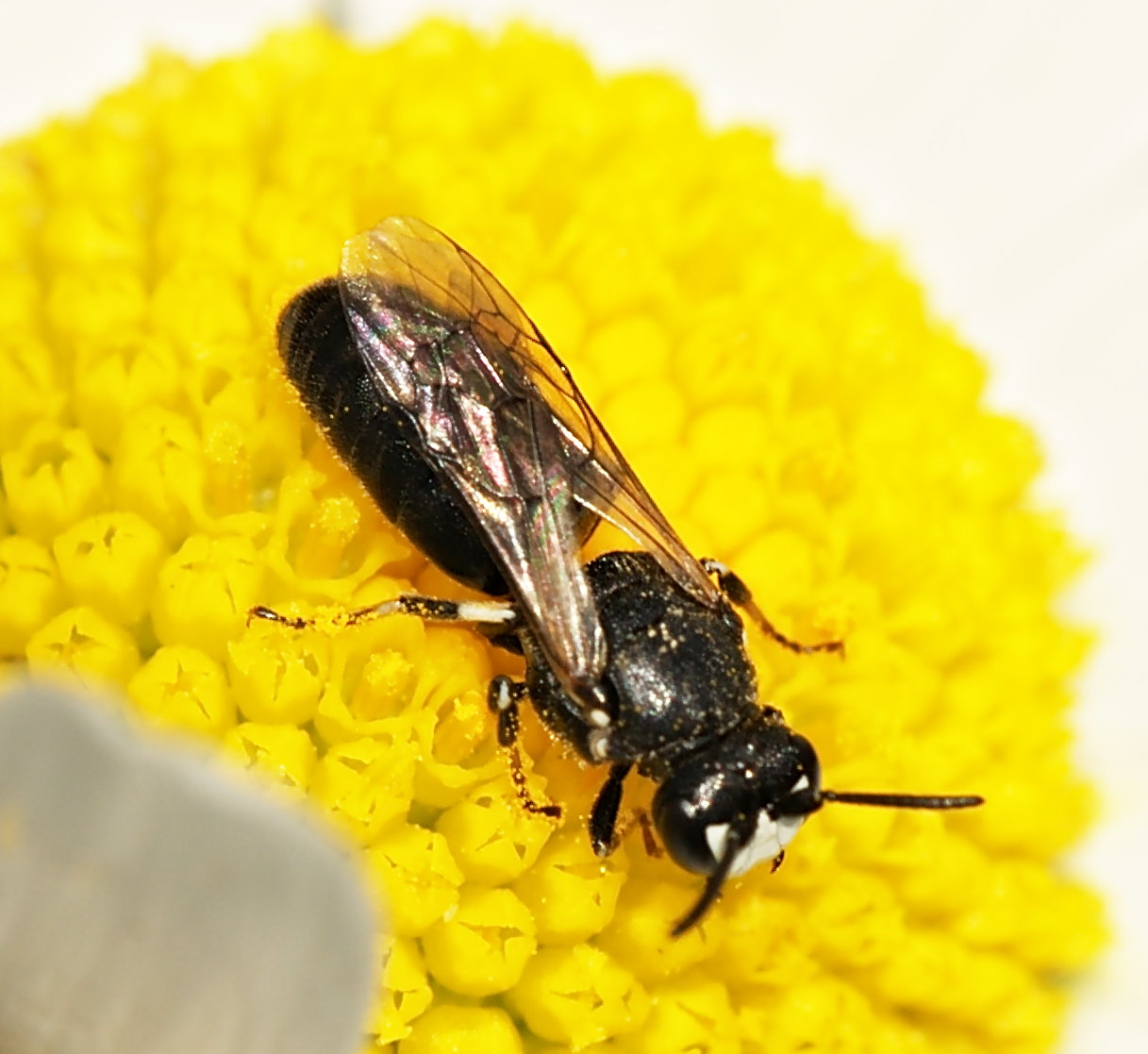
Hylaeus signatus Hylaeinae